# Karrar Al-Mukhtar
Karrar Mohammed Hussein Ali Al-Mukhtar (in arabo كرار محمد‎?; Baghdad, 6 gennaio 2001) è un calciatore iracheno, centrocampista dell'Al-Talaba.

## Carriera

### Club
Ha giocato in Iraq con Al-Naft e Al-Talaba.

### Nazionale
Ha giocato nella nazionale irachena Under-23.
Nel 2024 è stato convocato dalla nazionale olimpica irachena per partecipare ai Giochi della XXXIII Olimpiade.

## Statistiche

### Cronologia presenze e reti in nazionale
| Cronologia completa delle presenze e delle reti in nazionale ― Iraq olimpica | Cronologia completa delle presenze e delle reti in nazionale ― Iraq olimpica | Cronologia completa delle presenze e delle reti in nazionale ― Iraq olimpica | Cronologia completa delle presenze e delle reti in nazionale ― Iraq olimpica | Cronologia completa delle presenze e delle reti in nazionale ― Iraq olimpica | Cronologia completa delle presenze e delle reti in nazionale ― Iraq olimpica | Cronologia completa delle presenze e delle reti in nazionale ― Iraq olimpica | Cronologia completa delle presenze e delle reti in nazionale ― Iraq olimpica |
| Data                                                                         | Città                                                                        | In casa                                                                      | Risultato                                                                    | Ospiti                                                                       | Competizione                                                                 | Reti                                                                         | Note                                                                         |
| ---------------------------------------------------------------------------- | ---------------------------------------------------------------------------- | ---------------------------------------------------------------------------- | ---------------------------------------------------------------------------- | ---------------------------------------------------------------------------- | ---------------------------------------------------------------------------- | ---------------------------------------------------------------------------- | ---------------------------------------------------------------------------- |
| 24-7-2024                                                                    | Décines-Charpieu                                                             | Iraq olimpica                                                                | 2 – 1                                                                        | Ucraina olimpica                                                             | Olimpiadi 2024 - 1º turno                                                    | -                                                                            |                                                                              |
| 27-7-2024                                                                    | Décines-Charpieu                                                             | Argentina olimpica                                                           | 3 – 1                                                                        | Iraq olimpica                                                                | Olimpiadi 2024 - 1º turno                                                    | -                                                                            | 87’                                                                          |
| 30-7-2024                                                                    | Nizza                                                                        | Marocco olimpica                                                             | 3 – 0                                                                        | Iraq olimpica                                                                | Olimpiadi 2024 - 1º turno                                                    | -                                                                            | 9’                                                                           |
| Totale                                                                       |                                                                              | Presenze                                                                     | 3                                                                            |                                                                              | Reti                                                                         | 0                                                                            |                                                                              |